# 明治コンサルタント
明治コンサルタント株式会社（めいじコンサルタント）は、北海道札幌市中央区に本社を置く中小建設コンサルタント会社。ミライトグループの企業であり、国際航業の子会社。

## 概要
採算面で赤字を散発して債務超過に陥り、平成29年、国際航業などが当社の全事業を承継する新会社・明治コンサルタントの全株式を取得する譲渡契約締結。

## 事業内容
1. 土木、建築、防災及び防水工事に関する各種の地質調査、土質調査、試験、設計、施工管理及びコンサルティング。
2. 地下資源に関する各種の地質調査、開発計画及び設計。
3. 海洋に関する調査及びこれらに係るコンサルティング。
4. 水資源の調査。
5. 環境衛生及び公害に関する調査計画及び管理。
6. 公共事業に必要な土地等の取得若しくは使用に伴う損失の補償又はこれらに関連する業務。
7. 情報・データ通信システムの調査、施工及び維持管理に関する業務
8. 前各号に関連する機器・システムの研究、開発、製作、販売、レンタル及びリース
9. 地質調査、環境調査、環境保全、環境整備、設計製作、システム利用開発、販売促進及び安全防災等危険管理に関する各技術に係わる検証、照査、指導及び教育。
10. 石油類・液化ガス類の製造・貯蔵・販売施設及びこれらの付属設備に関する設計、補修、保全、点検及び清掃業務。
11. 測量並びに空間情報（地理情報）の取得、加工、販売及びこれらに係るコンサルティング。
12. エネルギーに関する調査、設計、施工、管理及びこれらに係るコンサルティング。
13. 事業の管理並びに運営の受託及びコンサルティング。
14. 前各号に附帯関連する一切の業務。

## 沿革
- 1961年（昭和36年）8月1日 - 旧法人の前身となる明治鉱業地質部発足。
- 1965年（昭和40年）4月28日 - 東京都中央区八重洲に明治コンサルタント株式会社を設立。
- 1970年（昭和45年）10月20日 - 本社を東京都港区西新橋に移転。
- 1981年（昭和56年）4月1日 - 本社を東京都港区芝大門に移転。
- 1992年（平成4年）9月14日 - 本社を東京都江東区新大橋に移転。
- 2002年（平成14年）5月7日 - 本社を東京都江戸川区臨海町に移転。
- 2006年（平成18年）4月1日 - 本店を札幌市中央区に移転。
- 2016年（平成28年）12月1日 - 吸収分割会社・明治コンサルタント（新法人）を設立。
- 2017年（平成29年）
  - 1月26日 - 新法人が旧法人より全事業に関する権利義務を継承。旧明治は東京LBに社名変更。
  - 2月14日 - 新法人が国際航業およびアスナルコーポレーションに全株式を譲渡。

## 緑資源機構談合事件と処分
- 2008年に緑資源機構発注業務の談合で営業停止命令を受けたことがある[1]。国土交通省が2008年5月26日、緑資源機構が発注した特定林道調査測量設計業務をめぐって、15社が談合を行っていたとし、監督処分を行ったうちの1社である[1]。2008年6月9日から同月23日まで営業停止となった[1]。